# Maria Wiercińska

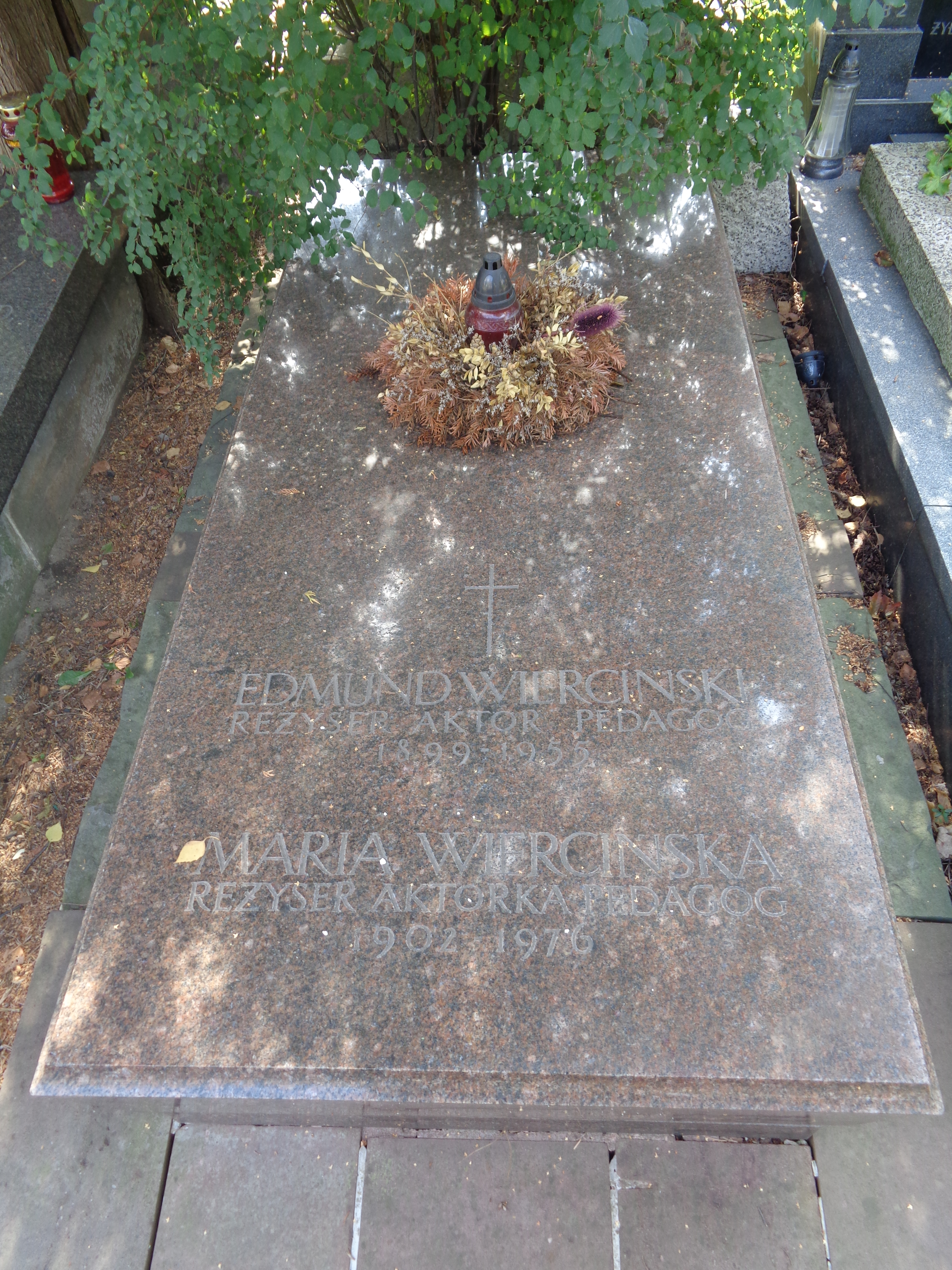
Grób Marii Wiercińskiej na cmentarzu Wojskowym na Powązkach

Maria Wiercińska (ur. 27 lutego 1902 w Łodzi, zm. 11 grudnia 1976 w Warszawie) – polska aktorka, reżyser teatralny, telewizyjny i radiowy.

## Pochodzenie i wykształcenie
Urodziła się w rodzinie Stanisława Serkowskiego, lekarza, i Władysławy z Frankowskich. Od 1915 uczęszczała do Gimnazjum  im. Cecylii Plater-Zyberkówny w Warszawie. W 1920 zdała egzamin maturalny. Od 15 sierpnia do 1 listopada 1920 była sanitariuszką w szpitalu wojskowym Polskiego Czerwonego Krzyża. W styczniu 1921 rozpoczęła studia na Wydziale Filozofii Uniwersytetu Warszawskiego. W tym samym czasie kształciła się przez rok na Kursach Wokalno-Dramatycznych H.J. Hryniewieckiej. We wrześniu 1922 została przyjęta do Instytutu Reduty wraz z grupą studenckiego Koła Sztuki Dramatycznej, pod kierunkiem Edmunda Wiercińskiego. 24 lipca 1925 poślubiła go i przyjęła nazwisko męża.

## Kariera aktorska
Od 1925 roku należała, wraz z mężem do zespołu Reduty w Warszawie oraz w Wilnie. W sezonie 1924/1925 była członkiem kierownictwa Teatru Reduty. W 1925 uczestniczyła w występach Reduty na Łotwie: w Rydze, Dźwińsku oraz Rzeczycy. Od września 1927, wraz z częścią byłych aktorów teatru, pracowała przez jeden sezon w Teatrze Nowym w Poznaniu, gdzie bardzo często wystawiano sztuki wyjazdowe w innych teatrach całego kraju. Teatr Nowy wraz z Marią Wiercińską w składzie grał sztuki między innymi w Gnieźnie, Bydgoszczy, Toruniu, Łodzi, i Warszawie). Od września 1928 wraz z częścią członków grupy występowała także w Teatrze Miejskim w Łodzi. W latach 1930–1933 i 1934–1939 była związana z teatrami kierowanymi przez Leona Schillera, gdzie do wybuchu II wojny światowej zagrała około czterdziestu ról.

## Kariera naukowa
W latach 1936–1939 prowadziła na Wydziale Aktorskim PIST-u naukę recytacji wiersza.
W 1938 była przewodniczącą jury konkursu recytatorskiego w YMCA. W 1939 uczestniczyła jako recytatorka w ogólnopolskim zjeździe pisarzy na Zaolziu. Podczas II wojny światowej pracowała w Warszawie jako nauczycielka w Szkole Mechanicznej R. Wolframa (1940–1941) oraz w Miejskiej Szkole Baletowej (1941–1944), wykładała recytację wierszy na wszystkich kursach tajnego PIST-u. Uczyła języka polskiego oraz techniki wyrazistości scenicznej. Prowadziła też w różnych szkołach zajęcia świetlicowe, wykładała sztukę żywego słowa, udzielała prywatnych lekcji retoryki i recytacji. Od jesieni 1952 do maja 1970 uczyła w warszawskim PWST na Wydziałach reżyserskim i aktorskim. 1 lipca 1956 uzyskała tytuł profesora nadzwyczajnego, a od 27 listopada 1958 była profesorem zwyczajnym. Od 15 lutego 1957 (oficjalnie od 1 kwietnia) do 1 września 1961 pełniła funkcję dziekana wydziału aktorskiego.

## Kariera radiowa
Od 1 sierpnia 1945 należała do zespołu Teatru Wojska Polskiego w Łodzi. W pierwszym sezonie kierowała estradą poetycką. Zrealizowała dwa z sześciu przygotowanych programów: „Na gruzach dom” oraz „Listy Chopina”. Jednocześnie wykładała do 1949 na wszystkich wydziałach w łódzkiej  Państwowego Instytut Sztuki Teatralnej i PWST. W 1946–1947 przygotowała pięć słuchowisk radiowych, m.in. „Prometeusza w okowach" i „Wandę” C. K. Norwida. W 1949–1952 pracowała w Teatrach Dramatycznych we Wrocławiu pełniąc funkcję kierownika działu recytacji, a w ostatnim sezonie reżysera.
19 stycznia 1955 na wniosek Ministra Kultury i Sztuki została odznaczona Medalem 10-lecia Polski Ludowej, a w 1967 otrzymała Odznakę 1000-lecia Państwa Polskiego.
Spoczywa razem z mężem Edmundem w grobie rodzinnym na cmentarzu Wojskowym na Powązkach (kwatera B2-7-27).

## Spektakle Teatru Tv
- 1957 – Śluby panieńskie - reżyseria
- 1962 – Sześć postaci w poszukiwaniu autora - reżyseria
- 1963 – Wielki człowiek do małych interesów - reżyseria
- 1964 – Wieczór trzech króli albo co chcecie - reżyseria
- 1967 – Ojciec - reżyseria
- 1968 – Eurydyka - reżyseria